# Phyllachora lindmanii
Phyllachora lindmanii är en svampart som beskrevs av Karl Starbäck 1905. Phyllachora lindmanii ingår i släktet Phyllachora och familjen Phyllachoraceae.   Inga underarter finns listade i Catalogue of Life.